# Rumanja vas
Rumanja vas je naselje v Občini Straža. Naselje leži na desnem bregu Krke ob cesti Novo mesto - Podturn pri Dolenjskih Toplicah - Črnomelj.